# Pallasca (província)
Pallasca é uma província do Peru localizada na região de  Ancash. Sua capital é a cidade de Cabana.

## Distritos da província
- Bolognesi
- Cabana
- Conchucos
- Huacaschuque
- Huandoval
- Lacabamba
- Llapo
- Pallasca
- Pampas
- Santa Rosa
- Tauca